# Луппа (Радибор)

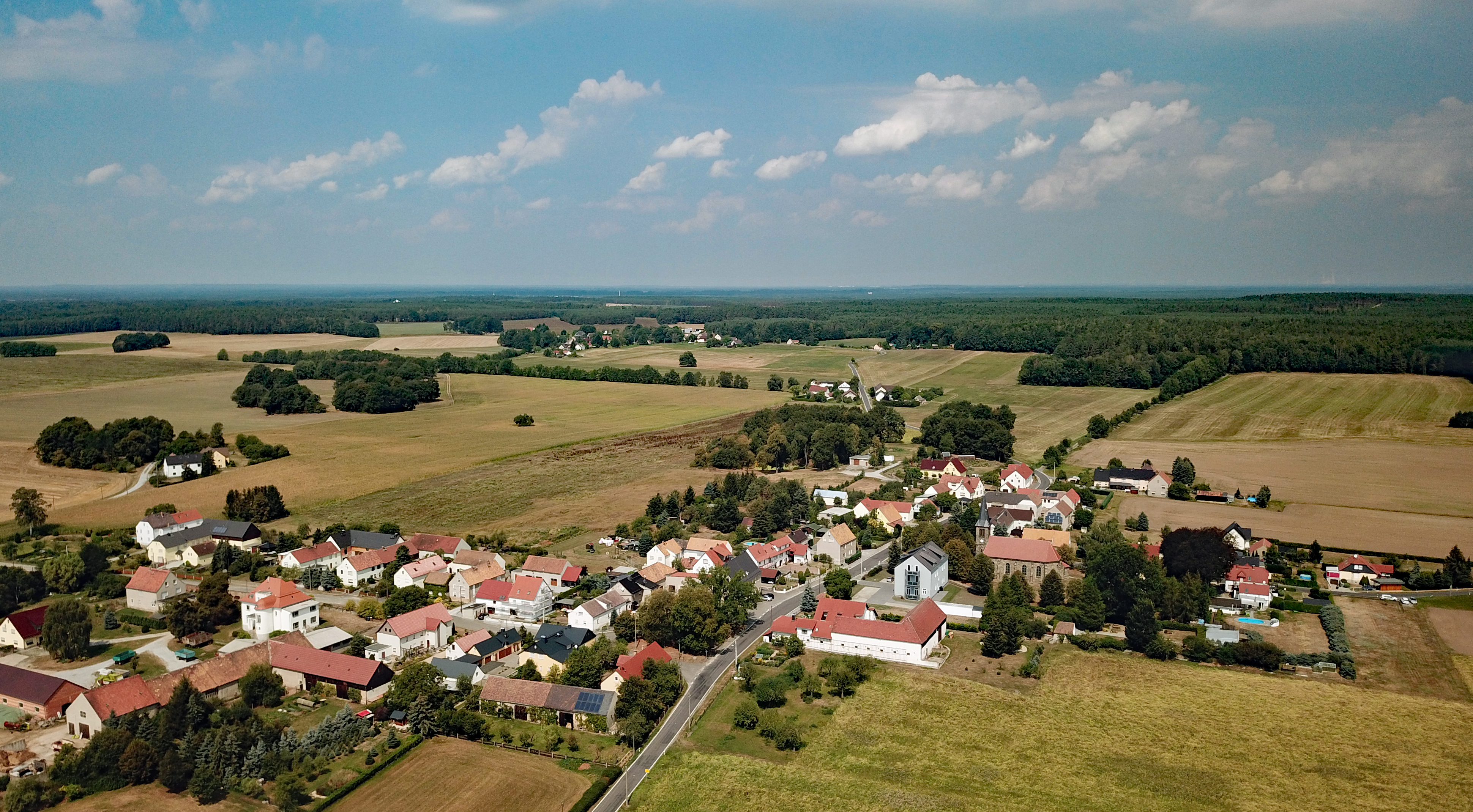

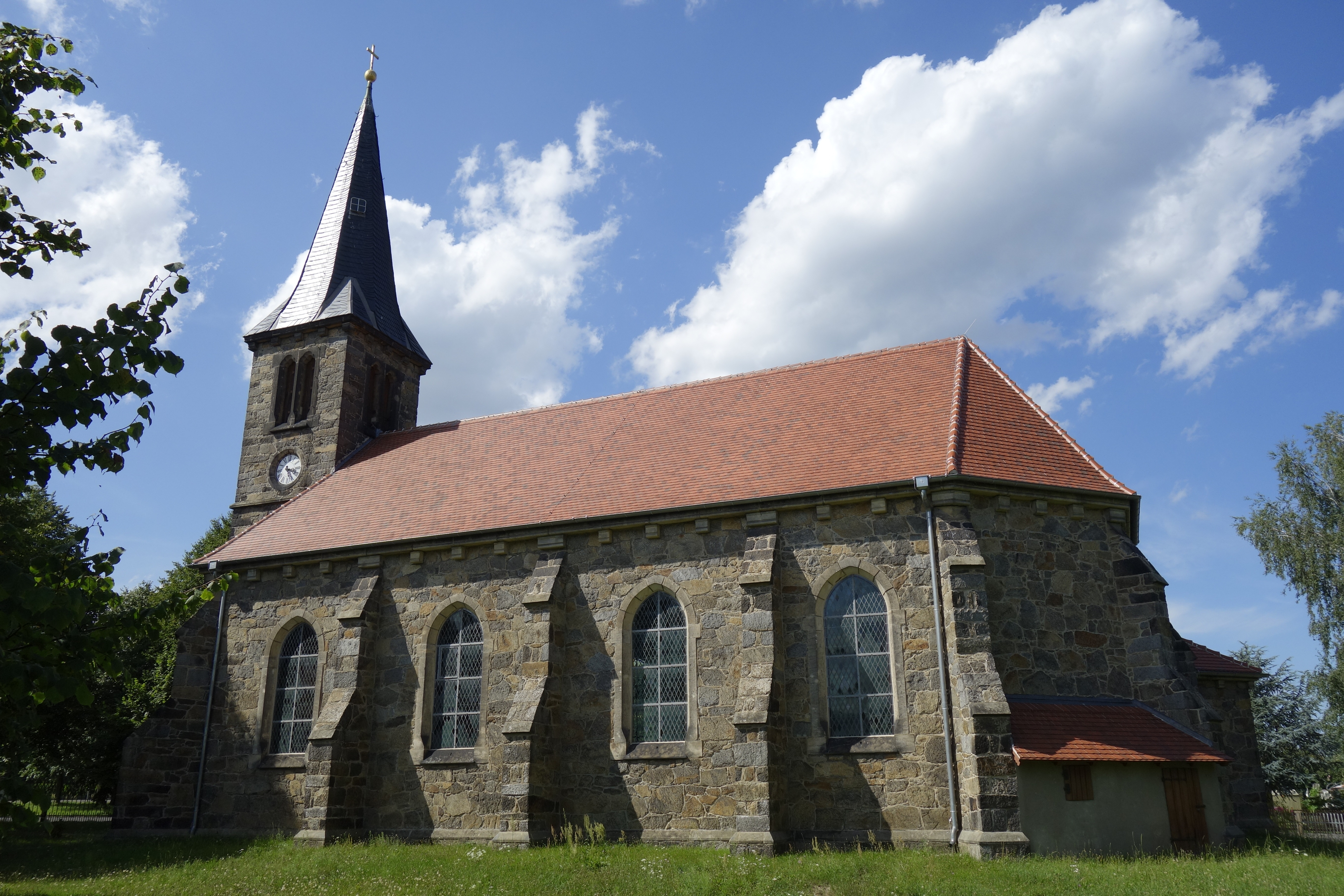
Лютеранский храм

Лу́ппа или Лу́пой (нем. Merka; в.-луж. Łupojо файле) — деревня в Верхней Лужице, Германия. Входит в состав коммуны Радибор района Баутцен в земле Саксония. Подчиняется административному округу Дрезден.

## География
Находится примерно в трёх километрах севернее Будишина. На севере деревни начинается большой лесной массив. На западе располагаются несколько рыбных прудов. Соседние деревни: Нове-Бронё – примерно в пятистах метрах к югу от Луппы, на северо-востоке – деревня Ломск и на северо-западе – деревня Лупянская Дубравка.

## История
Впервые упоминается в 1563 году под наименованием Luppa.
С 1739 по 1954 год в деревне действовала серболужицкая школа. Деревня сильно пострадала во время военного наступления советской армии 26 – 28 апреля 1945 года.
С 1936 по 1994 года входила в состав коммуны Ломске. С 1994 года входит в состав современной коммуны Радибор.
В настоящее время деревня входит в состав культурно-территориальной автономии «Лужицкая поселенческая область», на территории которой действуют законодательные акты земель Саксонии и Бранденбурга, содействующие сохранению лужицких языков и культуры лужичан .
Исторические немецкие наименования:
- Luppa, 1563
- Luppa, 1699
- Luppe, 1732

## Население
Официальным языком в населённом пункте, помимо немецкого, является также верхнелужицкий язык.
Согласно статистическому сочинению «Dodawki k statisticy a etnografiji łužickich Serbow» Арношта Муки в 1884 году проживало 143 человека (из них — 131 серболужичанин (92 %)).
Лужицкий демограф Арношт Черник в своём сочинении «Die Entwicklung der sorbischen Bevölkerung» указывает, что в 1956 году при общей численности в 506 человек серболужицкое население деревни составляло 41,2 % (из них верхнелужицким языком активно владело 172 человека, 17 — пассивно и 42 несовершеннолетних владели языком).
| 1834 | 1871 | 1890 | 1910 | 1925 | 1939 | 1945 | 1950 | 1964 | 1990 | 2011 | 2016 |
| ---- | ---- | ---- | ---- | ---- | ---- | ---- | ---- | ---- | ---- | ---- | ---- |
| 124  | 129  | 153  | 323  | 374  | 609  | 542  | 612  | 559  | 453  | 205  | 199  |

## Достопримечательности
Памятники культуры и истории земли Саксония
- Лютеранский храм, 1879 (№ 09253201)
- Памятник погибшим в Первой мировой войне, 1918 (№ 09253202)
- Особняк бывшей усадьбы, д. 1а, вторая половина XIX века, (№ 09304138)